# Fensterung (Computertomographie)

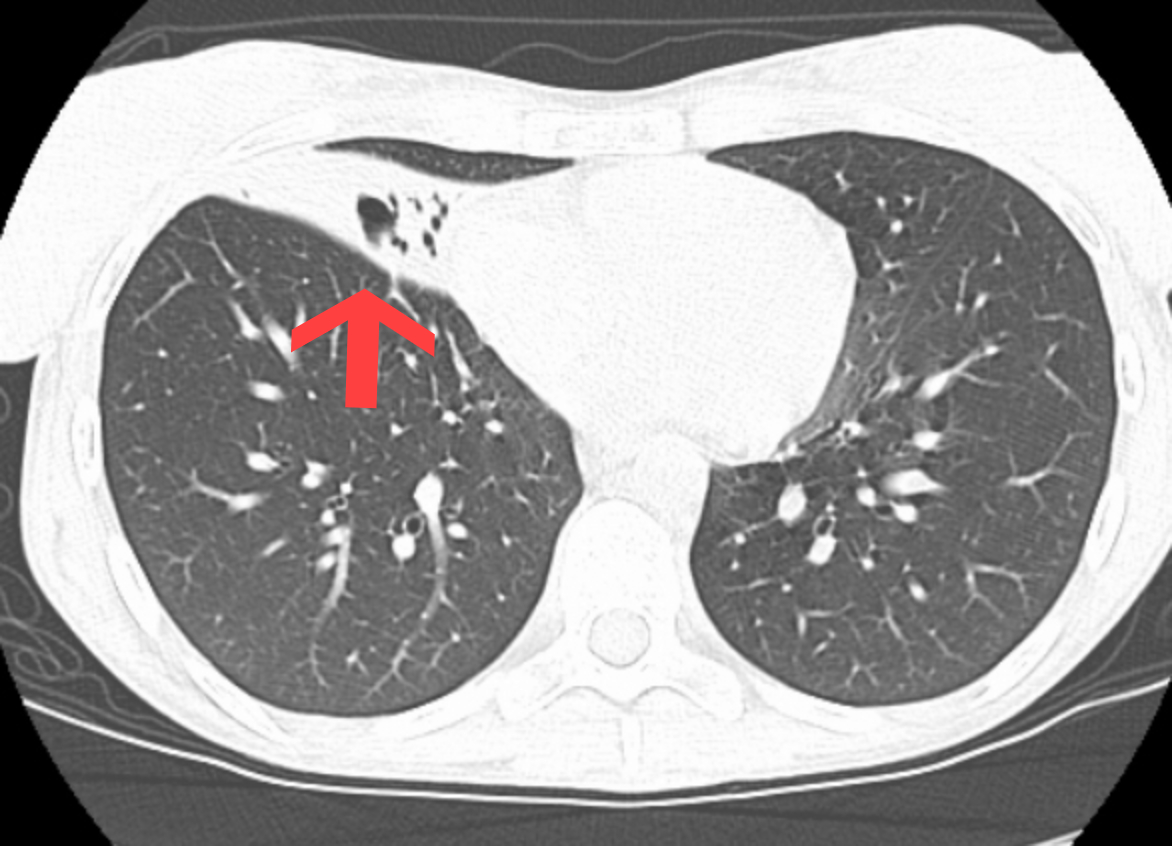
CT der Lunge, dargestellt im Lungenfenster mit C = -700 HU und W = 1500 HU; dargestellt ist eine Atelektase im rechten Mittellappen. Wie klar erkennbar ist, gibt es im gesamten Bild kein sattes Schwarz, da die Fensterbreite über -1000 HU hinaus reicht. Die Strukturen der Lunge sind gut erkennbar. Auffällig ist außerdem, dass im Bild nicht zwischen Knochen und Weichteilgewebe unterschieden werden kann. Da die Fensterung nach oben nur bis zur CT-Zahl von 50 HU reicht (-700 HU + 1500/2 HU), werden Knochen und Weichteilgewebe satt weiß dargestellt.

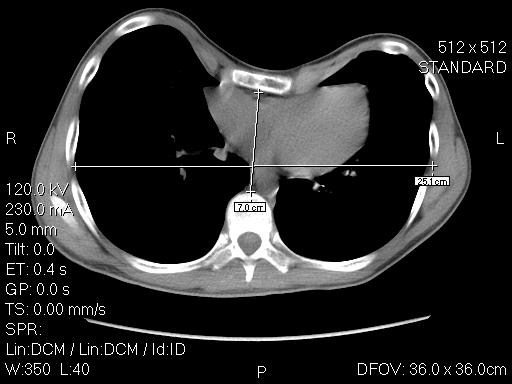
CT der Lunge, dargestellt im Weichteilfenster mit C = 40 HU und W = 350 HU; dargestellt ist eine Trichterbrust. Durch die Wahl des Zentrums mit dem Wert 40 HU und einer Fensterbreite von 350 HU sind Weichteilgewebe sehr gut beurteilbar. Gewebsstrukturen der Lunge sind jedoch gar nicht erkennbar. Ebenso wenig wie dichtere Teile der Knochen, deren HU-Werte teils weit über die gewählte Obergrenze von 215 HU (40 HU + 350/2 HU) reicht

Bei der Computertomographie legt die Fensterung fest, welcher Ausschnitt der Skala der gemessenen Dichtewerte (=Hounsfield-Skala) im Bild Grauwerten von Schwarz bis Weiß zugewiesen wird. So wird der Bildkontrast der zu befundenden Gewebe optimiert.
Eine Fensterung wird auch in der Kernspintomographie für die Darstellung von Signalintensitäten sowie beim digitalen Projektionsröntgen angewendet.

## Hintergrund
Die Hounsfield-Skala wird durch die Absorptionskoeffizienten von Luft und Wasser als Fixpunkte bestimmt und durch Inter- bzw. Extrapolation erweitert. Luft hat dabei per Definition den CT-Wert -1000 HU, Wasser 0 HU. Sie ist grundsätzlich unbegrenzt, auf klinischen Systemen wird aber häufig nur der Bereich von -1024 HU bis 3071 HU (12 Bit) dargestellt. Diese in Gewebe vorkommenden Schwächungswerte können messtechnisch unterschieden werden; das menschliche Auge kann jedoch nur ca. 60 bis 80 Graustufen unterscheiden. Um dem Betrachter die gesamte Bildinformation zugänglich zu machen, wird im Bild durch verschiedene Fensterungen jeweils nur der Teil der Hounsfield-Skala eingeblendet, der zu beurteilende Bildinhalte darstellt. Im selben Bild sind in Abhängigkeit von der Fensterung jeweils unterschiedliche anatomische Details zu sehen.

## Definition
Der sichtbare Ausschnitt der Hounsfield-Skala wird mit zwei Werten, dem Zentrum und der Breite angegeben und errechnet sich wie folgt:
{\displaystyle Zentrum-{\frac {Breite}{2}}\qquad bis\qquad Zentrum+{\frac {Breite}{2}}}
Auf klinischen Auswerteworkstations und CT-Bildern wird der Begriff „Zentrum“ meist mit „c“ (englisch center) und der Begriff „Breite“ meist mit „w“ (englisch width) abgekürzt. Statt „c“ wird bisweilen auch „l“ (englisch level) geschrieben.

## Typische Fensterungen
Die folgende Tabelle zeigt Beispiel-Fensterungen mit gebräuchlichen Werten, dargestellt in Hounsfield-Einheiten für Zentrum und Breite.
| Fenstername            | Zentrum | Breite |
| ---------------------- | ------- | ------ |
| Lungenfenster          | -600    | 1600   |
| Knochenfenster         | 300     | 2000   |
| Weichteilfenster       | 60      | 360    |
| Gehirnfenster          | 40      | 80     |
| CT-Angiographiefenster | 100     | 900    |

## Beispiel Lungenfenster
Für die Beurteilung der Lunge wird ein Ausschnitt aus der Hounsfield-Skala gewählt, der die Dichtewerte der Luft in der Lunge und des Lungengewebes umfasst. Der niedrigste Dichtewert dieses Ausschnitts wird dem 'Grauwert' Schwarz, der höchste dem Wert Weiß zugeordnet. Alle Dichtewerte dazwischen bekommen linear die Grauwerte zwischen Schwarz und Weiß zugewiesen. Ein Lungenfenster mit Zentrum bei -600 HE und einer Breite von 1600 HE reicht also von -1400 HE bis 200 HE. Dichtebereiche kleiner -1400 werden gleichbleibend schwarz, die oberhalb 200 gleichbleibend weiß dargestellt.
Das Lungenfenster nimmt hierbei jedoch eine gewisse Sonderstellung ein: Da der kleinstmögliche Schwächungswert auf der Hounsfield-Skala -1000 ist (die Schwächung von Luft), gibt es im Bild keine CT-Zahlen, die kleiner als -1000 sind. Genaugenommen handelt es sich also um eine Fensterung, die von -1000 bis 200 reicht und den Wert Schwarz aus den genannten Gründen gar nicht enthalten kann. Der dunkelste Wert im Bild ist ein Grauton.